# جوني مورغان
جوني مورغان (بالإسبانية: Johnnie Morgan)‏ هو لاعب اتحاد الرغبي أرجنتيني، ولد في 23 أكتوبر 1892 في باتاغونيا في الأرجنتين، وتوفي في 7 يوليو 1947 في Campo Largo, Chaco ‏ في الأرجنتين.